# Жіноча статева система

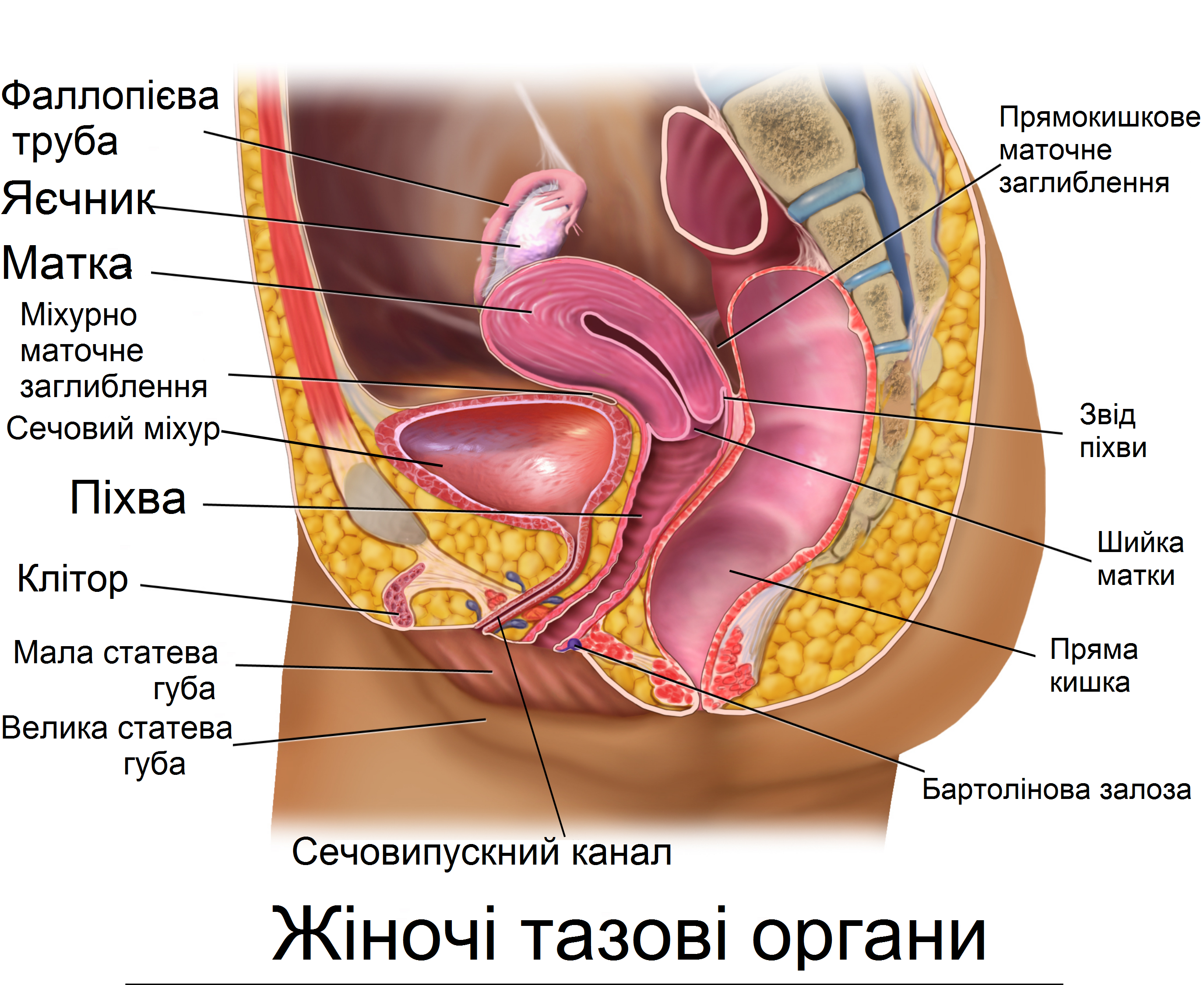
Жіночі тазові органи в поздовжньому розрізі

Жіноча репродуктивна (статева) система (лат. systema genitale femininum) — система організму жінки, що реалізує репродуктивну (менструальний цикл (овуляція), коїтус, запліднення, вагітність, пологи), ендокринну (секреція статевих гормонів естрогенів, що забезпечують нормальне функціонування репродуктивної системи і організму жінки в цілому) і сексуальну функції, а також сечовипускання.
Складається із геніталій та статевих ознак: первинних (геніталії, молочні залози) і вторинних (наприклад, тип розподілу жирової тканини, тип оволосіння).
Жіночі геніталії поділяються на зовнішні та внутрішні, межею між якими є гімен (за його відчутності — вагінальний отвір). Зовнішні геніталії — вульва (лобок, великі та малі статеві губи, голівка та каптур клітора, промежина, гімен, вагінальний отвір, уретра). Внутрішні геніталії — більша частина клітора (тіло, ніжки, кліторальні цибулини), вагіна, парауретральні залози (Скіна), бартолінові залози, шийка матки, матка, ендометрій, фаллопієві труби, яєчники, придатки яєчників.
Певний[який?] запас яйцеклітин закладається у внутрішньоутробному розвитку жіночого ембріону і повністю присутній у яєчниках після народження. Починаючи з менархе в пубертаті (11 – 15 років) яйцеклітини дозрівають протягом менструальних циклів репродуктивного періоду до менопаузи (45 – 55 років) — згасання репродуктивної функції внаслідок зниження секреції прогестерону та естрогену.

## Жіночі геніталії

### Зовнішні (вульва)

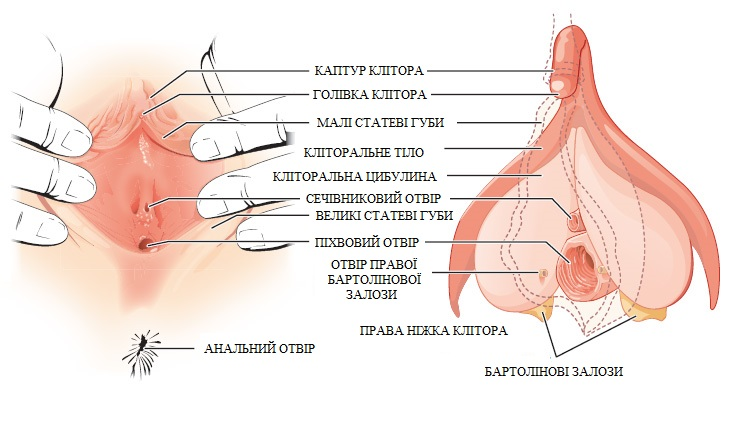
Будова клітора в контексті вульви

Зовнішні жіночі геніталії (лат. Organa genitalia feminina externa)  або вульву видно неозброєним оком: це лобок, великі та малі статеві губи, голівка клітора, прикрита каптуром, отвір уретри, вагінальний отвір та гімен, промежина. Вульву не слід плутати із вагіною.

#### Лобок
Лобковий горб (лат. mons pubis) — багате на підшкірну жирову клітковину підвищення над лобковим симфізом, ділянка нижньої частини передньої черевної стінки, відмежованої надлобковою складкою та двома пахвинами у вигляді трикутника. Шкіра лобка містить потові та сальні залози.
В пубертаті у дівчат починає рости лобкове волосся у формі трикутника вершиною вниз. В клімактерії волосся рідшає через зміну гормональної функції яєчників і наднирників. При порушенні діяльності цих залоз може розвиватися оволосіння за чоловічим типом (гірсутизм): волосся в ділянці стегна чи по середній лінії до пупка.

#### Зовнішні (великі) статеві губи
Зовнішні (великі) статеві губи (лат. labia majora pudendi) — дві шкірні складки довжиною 7 – 8 см і шириною 2 – 3 см з волосяними фолікулами, що прикривають та захищають м'які тканини вульви. З'єднуючись у ділянці лобкового підвищення і промежини, утворюють передню та задню спайки.
Вони містять сполучну і добре васкуляризовану жирову тканини (для амортизації зовнішніх натисків), також часто вкриті волоссям (що покращує захист вульви, зменшує тертя при коїтусі, запобігає передачі ІПСШ). Внутрішня поверхня великих губ містить сальні та апокринні потові залози (виробляють жирну секрецію, яку споживають бактерії, що живуть на поверхні шкіри і продукують запах жіночого тіла).
Чоловічик гомолог — мошонка.
Іноді проводять обрізання статевих губ через їх гіпертрофію. Це не треба плутати з насильницьким каліченням жіночих геніталій.

#### Бартолінові залози
У задній третині кожної з зовнішніх статевих губ розташовані дві бартолінові залози, що виділяють вагінальну лубрикацію, яка уможливлює статевий акт. Чоловічий гомолог — бульбоуретральні залози.

#### Внутрішні (малі) статеві губи

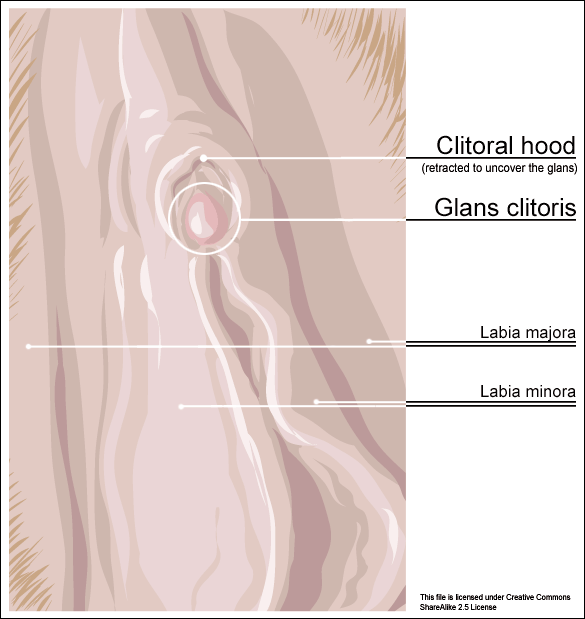
Малі статеві губи

Внутрішні статеві губи (лат. labia minora pudendi) — дві тонких шкірних складки довжиною біля 4 см без волосяних фолікулів, розташовані всередині великих губ паралельно до них, тягнучись від голівки клітора назад по боках від вагінального отвору та уретри. Спереду малі губи з'єднуються в районі клітора, утворюючи його каптур та вуздечку, а ззаду зливаються з зовнішніми губами у вуздечку статевих губ. Внутрішні губи можуть бути як прикриті зовнішніми губами, так і виступати з-поміж них, це індивідуально.
Містять кілька потових залоз і багато сальних, які виділяють жирну секрецію. У пубертаті сальні залози збільшуються у розмірах, а в менопаузі — атрофуються. Внутрішні губи містять багато судин і нервових закінчень, що посилює насолоду від сексуальних практик.

#### Голівка та каптур клітора

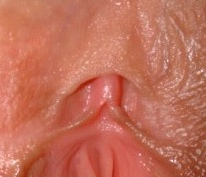
Каптур та голівка клітора

Голівка клітора — видима виступаюча частина клітора (котра довгий час вважалася всім клітором), розташована у верхній спайці внутрішніх статевих губ, над отвором сечівника. Розміри коливаються до 3 см.
Єдиною з досліджених функцій клітора є забезпечення оргазму. Голівка, містячи понад 8000 нервових закінчень, є найчутливішою його частиною, через що здатна забезпечити оргазм як під час прямої стимуляції клітора (кунілінгус, трибадизм, кліторальні стимулятори), так і під час опосередкованої, вагінальної, стимуляції (пеніс чи фалоімітатор при вагінальному сексі за відповідної сексуальної позиції стимулюють голівку клітора натягуванням статевих губ).
Чоловічий гомолог — голівка пеніса.

#### Переддвер'я вагіни
Переддвер'я (присінок) вагіни (лат. vestibulum vaginae) — це простір-заглиблення вульви човноподібної форми, обмежений з боків малими губами, голівкою клітора, задньою спайкою, а зсередини — гіменом. Вагінальний отвір вкритий багатошаровим плоским незроговілим епітелієм. Переддвер'я має велику кількість заглиблень (лакун), куди впадають протоки великих (бартолінових) і малих (парауретральних) залоз, а також зовнішній отвір сечівника. Задня частина переддвер'я, між вагінальним отвором та задньою вуздечкою статевих губ утворює човноподібну ямку, або ямку переддвер'я, зазвичай помітну у жінок, які не народжували[джерело?].

#### Отвір сечівника (уретра)
Сечівник (лат. urethra) — це м'яка еластична пряма трубка довжиною біля 2 — 5 см, діаметром 7 – 10 мм, розміщена приблизно на 2 см нижче від голівки клітора. Починається сечівник із внутрішнього отвору сечового міхура, далі оминає знизу і ззаду нижній край лобкового симфіза, проходить через сечостатеву діафрагму промежини, далі ще проходить 3 – 3,5 см і закінчується під голівкою клітора зовнішнім отвором сечівника. Задня стінка сечівника тісно зістиковується з передньою вагінальною стінкою. В місці проходження каналу крізь промежину є зовнішній сфінктер, який можна свідомо стискати і розслабляти.
Жіночий сечівник має декілька уретральних залоз, одна з яких складає групу під назвою парауретральних залоз, що продукують рідину (хімічна будова якої відрізняється від сечі). Залози містять ті ж клітини, що і простата; гомолог у чоловіків — передміхурова залоза.

#### Промежина

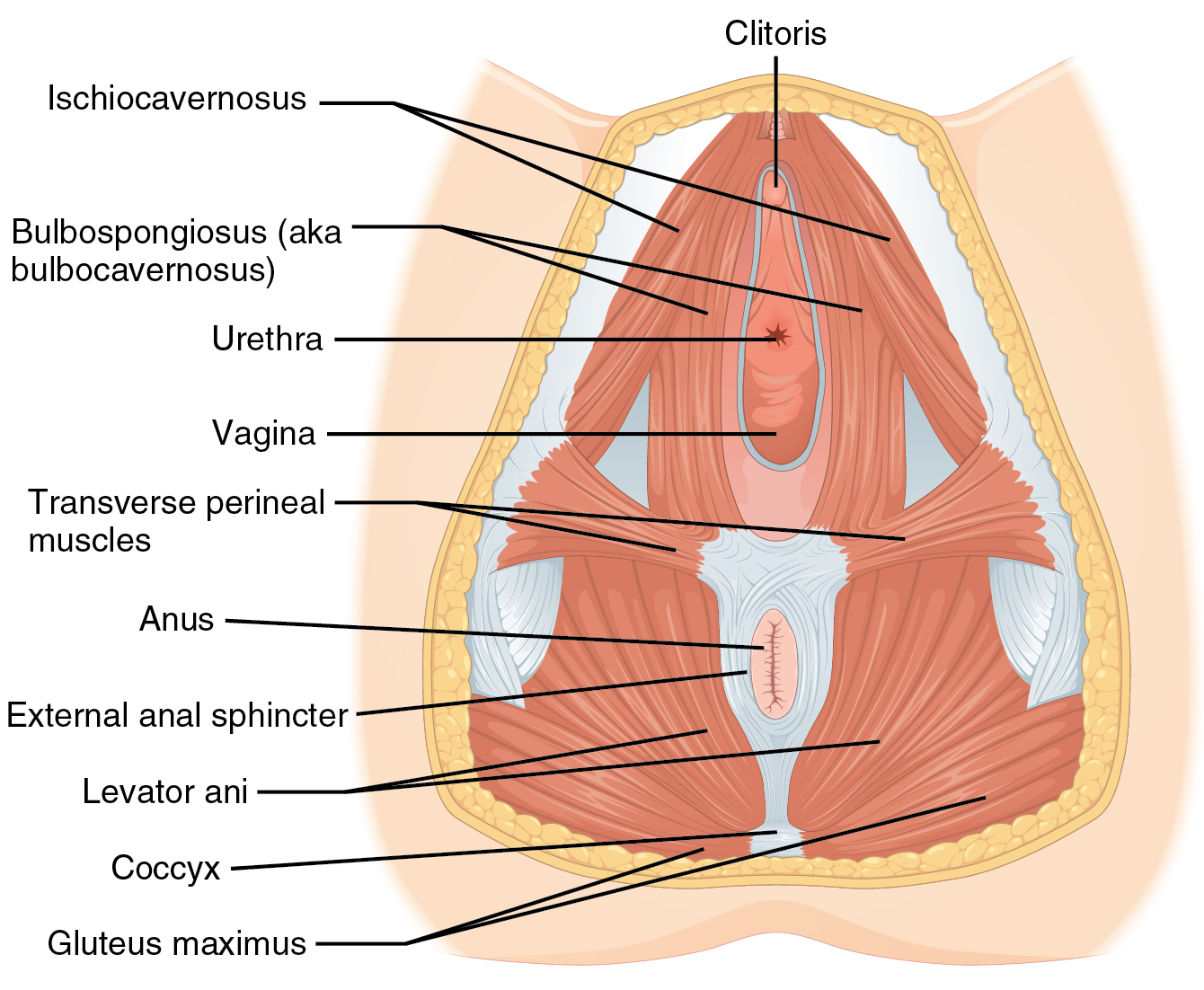
М'язи жіночої промежини

Промежина (лат. perineum) — це простір у тазі між задньою спайкою великих статевих губ та анусом (т. зв. акушерська промежина). Висота промежини в основному становить 3 – 4 см (промежина довжиною понад 4 см називається «високою», менше 3 см — «низькою»). Промежина складається із м'язів та фасцій, які утримують внутрішні органи. Основу промежини формує сечостатеве і тазове дно. Промежина може травмуватися під час пологів або у ході надрізання промежини для швидшого виходу плоду. В такому випадку одразу після пологів накладають шви.

### Гімен

Різноманітні форми гімена

Гімен (лат. hymen) — це сполучнотканинна еластична перетинка, щедро насичена кровоносними судинами і нервовими закінченнями, яка є межею між зовнішніми і внутрішніми геніталіями.
Форма гімена індивідуальна і у більшості жінок відрізняється. При нормальному розвитку в гімені один або кілька отворів, через які виходить менструальна кров та інші вагінальні виділення. У рідкісних випадках гімен не має отворів (неперфорованість). Це призводить накопичення менструальної крові у внутрішніх геніталіях, що ризиковано ускладненнями (гематокольпос, гематометра, криптоменорея). Патологію лікують хірургічно невеликими надрізами гімена для виведення менструальної крові. Іноді після дефлорації чи мастурбації гімен не розривається. Ригідний гімен, що унеможливлює коїтус, розтинають (хірургічна дефлорація). Після пологів від гімена лишаються лише рештки — сосочки.
Розрив чи часткове стирання гімена може відбутись як під час сексу (мастурбація, фалоімітатор, коїтус), так і внаслідок користування тампонами, занять спортом (особливо кінним), при ударах або раптових падіннях (частини гімена можуть залишатися навколо вагінального отвору), і супроводжуватись кров'янистими виділеннями чи ні. Насправді виділення крові та біль під час дефлорації слабко пов'язані з гіменом, котрий складається із досить пластичної тонкої сполучної тканини, а спричинюються скоріше травмуванням недостатньо збудженої вагіни пенісом.
Попри це, виділення крові під час першого гетеросексуального статевого акту в різних культурах довго вважалося (в деяких — вважається досі) ознакою позбавлення цноти, котрою визначалася шлюбна «цінність» жінки, зведеної до сексуального об'єкта. З іншого боку, на менструацію, як і на самостійну дефлорацію, з древності накладалися табу.

### Внутрішні

Жіноча репродуктивна система

До внутрішніх жіночих геніталій відносять вагіну, матку, шийку матки, фаллопієві труби та яєчники. Маткові труби, яєчники та їх зв'язки мають загальну назву — придатки матки. Також до них належить більша частина клітора (тіло, ніжки, цибулини).

#### Клітор

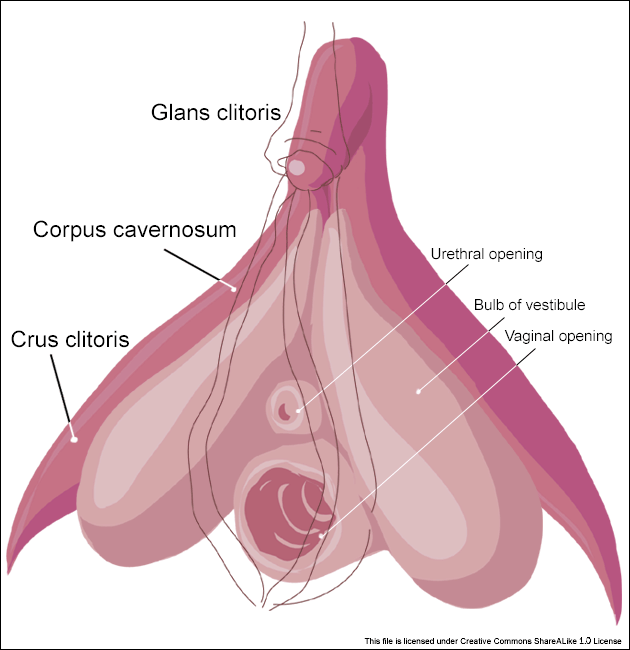
Внутрішня анатомія клітора

Клітор (лат. clitoris) — це еректильний конусоподібний внутрішній статевий орган, що складається з двох печеристих тіл, котрі охоплюють вагіну з боків, утворюючи над нею і уретрою тіло клітора, котре закінчується голівкою, що виходить у вульву, прикрита каптуром.
Клітор відіграє ключову роль у сексуальному задоволенні жінки, що є його єдиною дослідженою функцією (він цілком забезпечує оргазм як під час прямої стимуляції голівки, що містить понад 8000 нервових закінчень, так і стимуляцією внутрішніх його частин при вагінальному та анальному сексі). Під час стимуляції в прелюдії та збудження настає видима ерекція клітора (включно з його внутрішніми частинами).
Чоловічий гомолог клітора за будовою (але не за функціями) — пеніс.

#### Вагіна

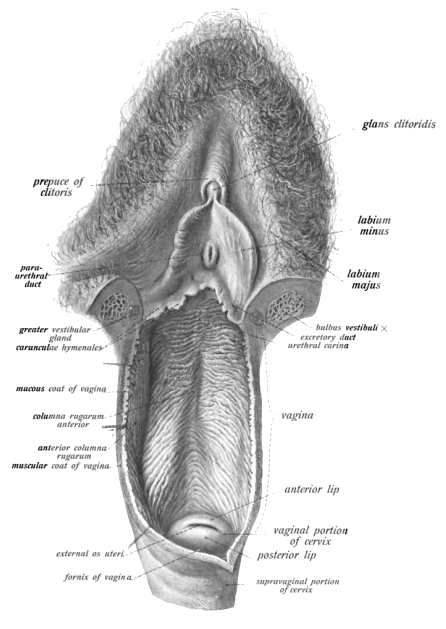
Частина вагіни (1906)

Вагіна (лат. vagina, colpos) — м'язовоеластичний внутрішній орган довжиною 8 – 10 см, що з'єднує шийку матки з вульвою. У місці приєднання шийки вагіна утворює 4 заглиблення — склепіння: переднє (верхнє), заднє (нижнє) і два бічних (ліве та праве). Заднє склепіння більш глибоке, а переднє більш плоске. Передня частина вагіни у верхньому відділі межує із сечовим міхуром, у нижньому відділі — з уретрою; задня частина із прямою кишкою. Вагіна зсередини вистелена великою кількістю поперечних складок, що дає їй змогу розтягуватися під час пологів та коїтусу.
Вагіна складається з трьох шарів:
- Зовнішній (адвентеційний);
- Середній (м'язовий);
- Внутрішній (слизовий) шар не має залоз, проте вміст його утворюється внаслідок пропотівання рідини з лімфатичних і кровоносних судин, а також цервікального слизу із залоз шийки матки.

Вагінальні білі зазвичай мають білуватий колір і кислу реакцію (pH 4,5) внаслідок життєдіяльності вагінальних бактерій (палички Додерляйна або лактобактерії), які виділяють молочну кислоту. Це забезпечує нормальну вагінальну мікрофлору. При її порушенні виникає вагінальний дисбактеріоз (кольпіт), а якщо лактобактерій мало, — бактеріальний вагіноз. Концентрація молочної кислоти у здорової жінки становить 0,4 %, що дає змогу знищити патогенні мікроорганізми у вагіні (процес самоочищення вагіни): яєчники виділяють естроген, який стимулює клітини слизової вагіни виділяти глікоген; цим глікогеном живляться лактобактерії і виділяють молочну кислоту, яка підтримує стале кисле середовище.
Для характеристики вагінальної мікрофлори використовується поняття ступенів чистоти вагінального вмісту. Виділення з заднього склепіння вагіни бактеріологічно наносять на предметне скельце, чекають висихання, фарбують і розглядають під світловим мікроскопом. Існує 4 ступені чистоти:
1. Виявляються лише палички Додерляйна та епітеліальні клітини, поодинокі лейкоцити, pH кисле. Притаманний жінкам, які не живуть сексуальним життям і не народжували;
2. Лактобактерій менше, лейкоцитів у полі зору до 10, з'являються поодинокі коки, pH кисле. Притаманний всім здоровим жінкам, які живуть сексуальним життям;
3. Вагінальних бацил мало, лейкоцитів 10 – 30, помітна значна чужорідна флора (в основному коки). Свідчить про запальний процес;
4. Паличок Додерлейна немає, лейкоцити у всьому полі зору, багато патологічної флори (коки, трихомонади, гриби тощо). Є захворювання, яке потребує лікування.

#### Матка

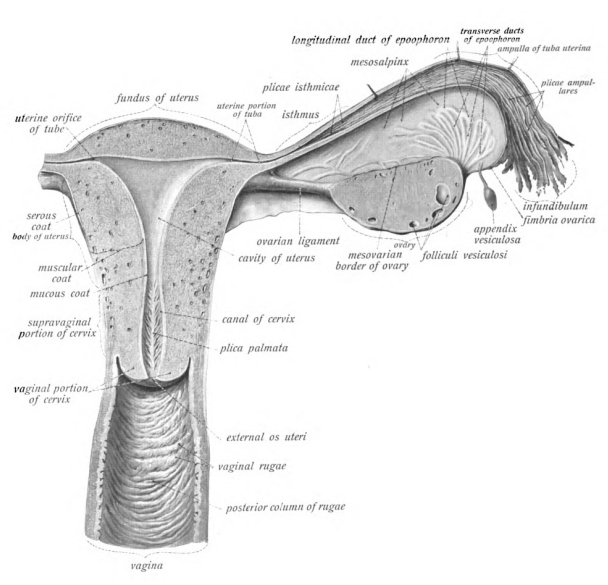
Частина матки, ілюстрація (1906).

Матка (лат. uterus, hystera, metra) — це непарний м'язово-порожнистий орган трикутної, дещо опуклої форми з зігнутим наперед положенням (anteversio), розміщений у порожнині малого таза. Спереду від матки локалізований сечовий міхур, позаду — пряма кишка, а по боках — широкі зв'язки. У жінок, що не народжували, матка завдовжки 7–8 см, в ширину 5 см, товщиною 1 — 2 см, об'ємом 80 — 200 мл, масою 40 — 70 г. Після других пологів розміри матки збільшуються у 1,2 раза, а маса зростає на 20 — 30 г. Матка складається з 3 шарів — слизового (ендометрій), м'язового (міометрій) та серозного (периметрій).
У матці розрізняють: тіло, перешийок та шийку матки. На верхній частині тіла матки, вище від з'єднання маткових труб, знаходиться дно матки. Тіло матки має дві поверхні — передню та задню, і два краї — лівий і правий, до них прикріплюються широкі зв'язки матки. У місці впадання маткових труб у тіло матки утворюються кути — роги матки. Тіло поступово переходить у перешийок довжиною 1 см, а перешийок, переходить у найвужчу частину — шийку матки.
Шийка матки є найдовшою частиною матки у формі видовженого циліндра довжиною 3 — 4 см, діаметром біля 2,5 см. Вона з'єднує вагіну із маткою, відкриваючись у матку внутрішнім вічком (отвором), а у вагіну зовнішнім вічком, які є сфінктерами. У шийці матки виділяють 2 частини — надвагінальну та вагінальну. Вагінальна частина виступає у піхву і доступна для огляду дзеркалами, на ній знаходиться зовнішнє вічко. Надвагінальна частина розташована вище від місця з'єднання до шийки матки стінок піхви (склепіння).
Порожнина, яка з'єднує шийку матки із вагіною, називається цервікальним каналом (ендоцервікс), який завдовжки біля 2 — 3 см. Він вистелений одношаровим циліндричним епітелієм, а слизова оболонка його — складчаста. У шийці матки є залози, які виділяють цервікальний слиз — в'язкоподібну речовину, що заповнює ендоцервікальний канал і контролює надходження сперматозоїдів і різних мікроорганізмів до матки, тобто має захисну функцію. Слиз є прекрасним місцем для функціонування сперматозоїдів і потрапити до нього можуть від 1 до 2 000 сперматозоїдів, решта під дією pH вагіни вмирають (перебуваючи за межами слизу надто довго). Цервікальний слиз змінюється протягом менструального циклу та статевих гормонів (естроген та прогестерон). Перед овуляцією, коли естрогену виробляється найбільше, слиз стає водянистим та рясним. Сперма з легкістю проникає крізь таку консистенцію слизу і потрапляє до матки. Після овуляції жовте тіло починає виділяти прогестерон, який зменшує кількість, в'язкість та густість слизу, що не дає проходити сперматозоїдам.

#### Яєчники

Схема процесів у яєчнику протягом менструального циклу

### Молочні залози

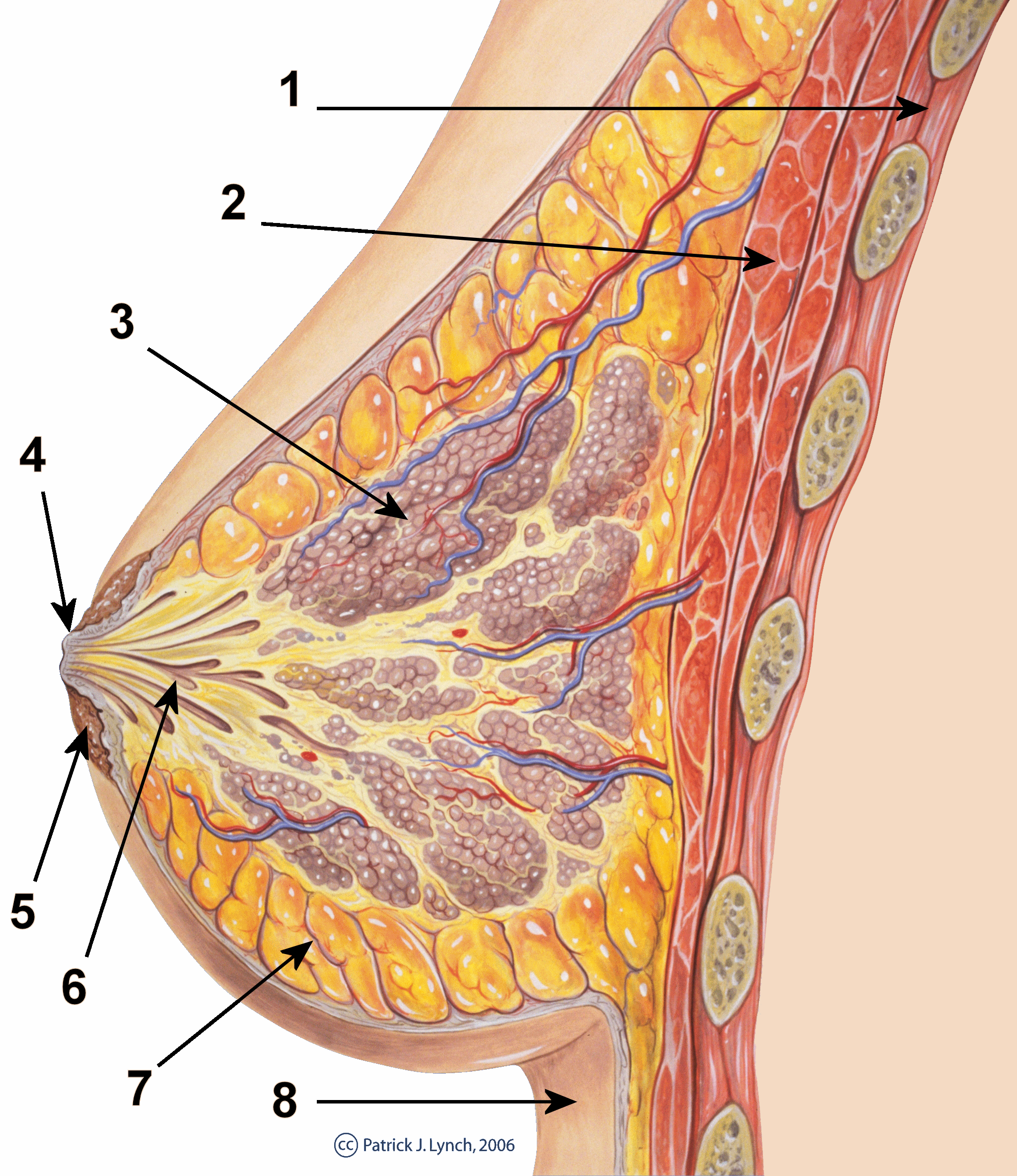
Анатомія молочної залози: 1 — грудна стінка; 2 — грудні м'язи; 3 — молочна доля; 4 — сосок; 5 — ареола; 6 — молочна протока; 7 — жирова тканина; 8 — шкіра

## Здоров'я
- Запальні захворювання жіночих статевих органів
- Хвороби, що передаються статевим шляхом
- Калічення жіночих геніталій

## Культура
- Сексуальні табу (табу менструації, табу та традиції дефлорації, традиції цноти)
- Ритуали менархе
- Контроль жіночої сексуальності (примусова стерилізація, стерилізація корінних американок, протиабортні рухи)
- Репродуктивні права